# سوبورگ، شهرداری گریبسکو
سوبورگ (به لاتین: Søborg) یک منطقهٔ مسکونی در دانمارک است که در شهرداری گریبسکو واقع شده‌است. سوبورگ ۲۴۱ نفر جمعیت دارد.